# Бъндерица (пещера)
Вижте пояснителната страница за други значения на Бъндерица.
Бъндерица е пропастна пещера в Пирин, на територията на Националния парк „Пирин“. Пещерата е защитен природен обект.
Разположена е на 1778 m н.в., близо до хижа „Бъндерица“, на левия бряг на реката. Дължината ѝ е 243 m, денивелацията е 125 m.
Пещерата е образувана в протерозойски мрамори. Трудна е за проникване. Температурата на въздуха и на водата е ниска, водата на петия водопад с дебит 20 l/s се излива директно върху проникаващия.
Открита е през ноември 1970 година, когато по информация на домакина на хижа „Бъндерица“ Ал. Кандев (бай Цане) група пещерняци на софийския СПК „Академик“ се насочва към една цепнатина в коритото на реката и достига до отвес. През декември същата година е организирана експедиция, която достига до голям отвес, обливан от ледена вода. Следващата 1971 година през февруари трета експедиция (ръководител Петър Трантеев) проучва пещерата. Първи до дъното достига П. Делчев, следван от А. Филипов и И. Нелчинов. Първото картиране е дело на Ал. Филипов, Г. Антонов, П. Делчев и П. Нейковски.
Предполага се, че губещите се в пропастта води се появяват 900 m по-ниско, над Банско.В пропастта е открит троглофилният паяк Antrohyohantes rhodopensis.
Пещерата е обявена за защитен природен обект със Заповед 1799 от 30 юни 1972 година, публикувана в Държавен вестник брой 59/1972 г.